# Anapalina caffra
Anapalina caffra là một loài thực vật có hoa trong họ Diên vĩ. Loài này được Lewis miêu tả khoa học đầu tiên.